# Blåsfiskartade fiskar
Blåsfiskartade fiskar (Tetraodontiformes) är en ordning i underklassen taggfeniga fiskar (Actinopterygii, ibland en underordning till abborrartade fiskar, Perciformes). Blåsfiskartade fiskar består av 10 familjer och cirka 360 olika arter.
Ordningen innehåller en stor variation av olika former.

## Familjer
- Aracanidae
- tryckarfiskar (Balistidae)
- piggsvinsfiskar (Diodontidae)
- klumpfiskar (Molidae)
- filfiskar (Monacanthidae)
- koffertfiskar (Ostraciidae)
- blåsfiskar (Tetraodontidae)
- Triacanthidae
- Triacanthodidae
- Triodontidae